# Guillenia
Guillenia es un pequeño género perteneciente a la familia Brassicaceae que contiene tres especies. Algunos autores lo tratan como miembro del género  Caulanthus. Son nativos de Norteamérica.

## Taxonomía
El género fue descrito por  Edward Lee Greene y publicado en Leaflets of Botanical Observation and Criticism 1(19): 227–228. 1906
Etimología
Guillenia: nombre genérico que fue otorgado en honor del padre Clemente Guillén de Castro (1677-1748), jesuita novohispano.

## Especies
- Guillenia flavescens
- Guillenia lasiophylla
- Guillenia lemmonii